# Померој (Вашингтон)
Померој (енгл. Pomeroy) град је у америчкој савезној држави Вашингтон. По попису становништва из 2010. у њему је живело 1.425 становника.

## Демографија
Према попису становништва из 2010. у граду је живело 1.425 становника, што је 92 (6,1%) становника мање него 2000. године.
| Група             | 2000.         | 2010.         |
| Белци             | 1.456 (96,0%) | 1.341 (94,1%) |
| Афроамериканци    | 0 (0,0%)      | 0 (0,0%)      |
| Азијати           | 6 (0,4%)      | 18 (1,3%)     |
| Хиспаноамериканци | 34 (2,2%)     | 46 (3,2%)     |
| Укупно            | 1.517         | 1.425         |